# Gustave Téry

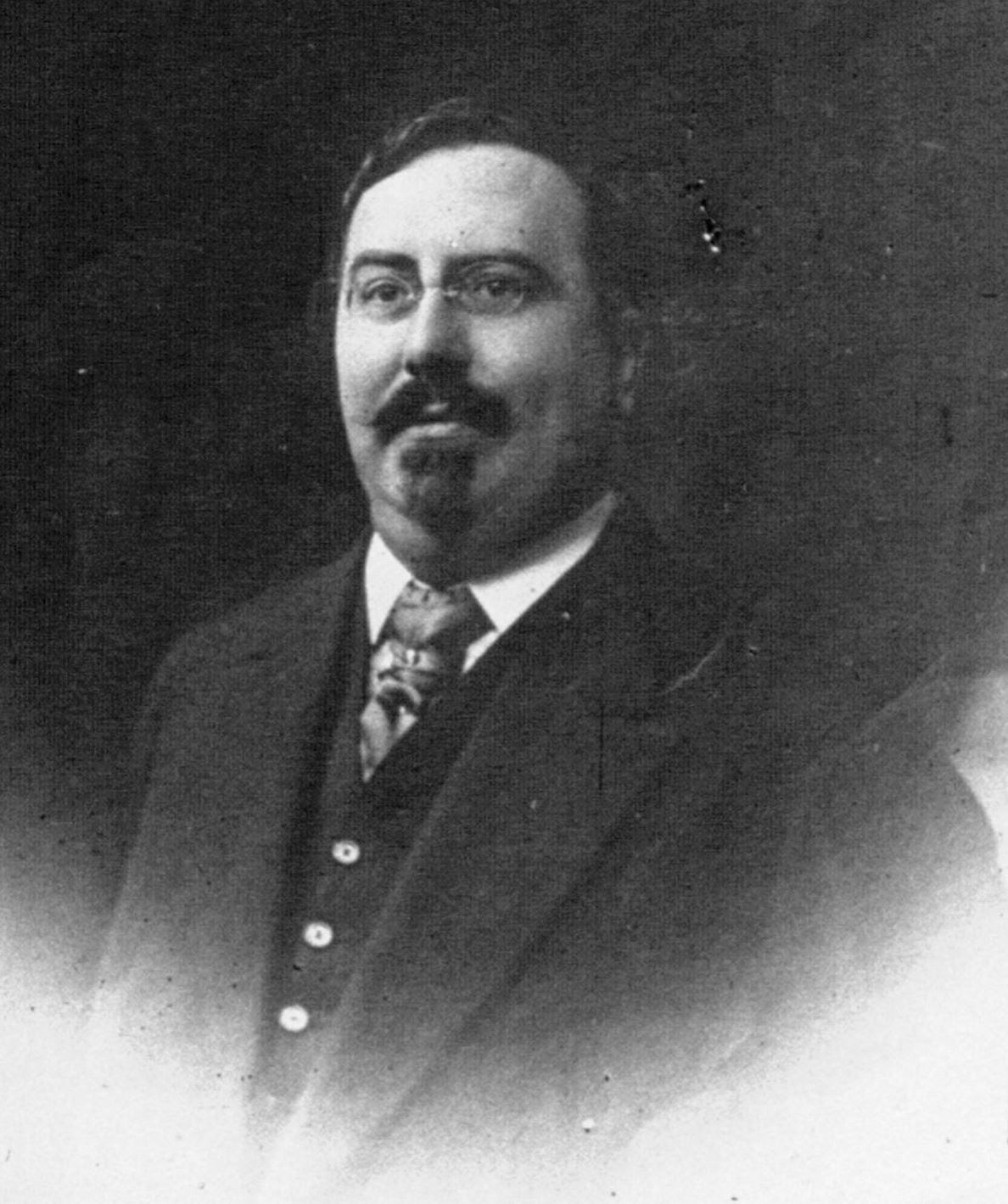
Gustave Téry

Gustave Téry (* 1870 in Lamballe; † 1928 in Paris) war ein französischer Journalist und Dramatiker.

## Leben und Wirken
Gustave Téry studierte an der École normale supérieure in der Rue d’Ulm und unterzog sich mit Erfolg der Rekrutierungsprüfung (agrégation) für Lehrer an staatlichen Gymnasien (lycées). Er arbeitete zunächst sieben Jahre als Lehrer im Fach Philosophie in Laval, Roanne und Laon, bevor er sich gegen 1900 dem Journalismus zuwandte. In dieser Zeit war er Dreyfusianer, schrieb unter anderem Satiren gegen die katholische Kirche. Anfangs arbeitete er als Journalist für Marguerite Durands feministische Zeitung La Fronde. Eine gerichtliche Auseinandersetzung aufgrund einer Kampagne gegen die Zeitung Le Matin führte zu seiner Entlassung aus dem Schuldienst. Nachdem er als Redakteur für Le Journal und Le Matin sowie L'Action gearbeitet hatte, gründete er 1904 mit einem Kollegen die Zeitschrift L’Œuvre, die zunächst monatlich, dann wöchentlich und ab 1915 täglich erschien.
Die Zeitschrift im Boulevardstil stand ursprünglich den gemäßigt linken Radikalsozialisten nahe und vertrat die Position des Pazifismus. Von diesem Standpunkt aus kommentierte sie das Pariser politisch-gesellschaftliche Leben; in seinen Beiträgen griff Téry beispielsweise Aristide Bruant und Léon Daudet an. Nach Auffassung der Curie-Biographin Susann Quinn haben sich Térys ursprünglich liberale Ansichten hierbei gewandelt und er sei u. a. zu einem Antisemiten geworden, der vor dem „jüdischen Feind“ warnte.
In der L’Œuvre-Ausgabe vom 23. November 1911 veröffentlichte er Auszüge aus dem privaten Briefwechsel zwischen Marie Curie und Paul Langevin, die Langevins Gattin Jeanne den Zeitungen zugespielt hatte. Er schrieb: „Man zittert bei dem Gedanken, dass es gar keine französische Wissenschaft mehr gäbe, wäre diese üble Studentin nicht extra aus Polen gekommen um bei der Entdeckung des Radiums dabei zu sein. […] Es gibt noch genügend Patrioten, die nicht zu verblendet sind, um die Invasion von Kanaken als nationale Plage zu betrachten“.  Über Langevin äußerte er: „Dieser Mann ist, wenngleich Professor am Collège de France, nichts als ein Flegel und niederträchtiger Feigling“, woraufhin ihn dieser zu einem Duell forderte, was den Skandal noch vergrößerte. Als die Kontrahenten am 16. November 1911 zum Duell antraten, kam es aber zu keinem Schusswechsel, weil Téry nicht auf Langevin anlegte und Langevin nicht auf jemanden schießen wollte, der ersichtlich keinen Gebrauch von seiner Waffe zu machen beabsichtigte.
Seine pazifistische Position hielt Téry jedoch durch, denn entgegen dem Verbot durch die Zensur publizierte er 1916 den kriegskritischen Roman Das Feuer von Henri Barbusse. Téry warb auch für die Errichtung des Völkerbundes. Im Januar 1919 wurde er ein weiteres Mal zum Duell gefordert, diesmal ging es um die Auseinandersetzung mit einem Journalistenkollegen über die Berichterstattung von den Friedensverhandlungen nach dem Ersten Weltkrieg in Paris.
Im Jahre 1923 veröffentlichte Téry den Sammelband L'école des garçonnes, dessen Titel eine Anspielung auf Molières Komödie L'école des femmes war. Er enthielt vom 6. November 1922 bis 4. März 1923 in L'Œuvre abgedruckte Polemiken, in denen Téry sich gegen pornographische und anstößige Elemente der zeitgenössischen Literatur, insbesondere in den beiden 1922 veröffentlichten Werken La Garçonne von Victor Margueritte (1866–1942) und L'Entremetteuse von Léon Daudet, wandte und ein Verbot dieser Bücher forderte.
Neben seiner journalistischen Tätigkeit schrieb Téry mehrere Dramen wie Les fruits défendus oder Les bons apôtres, die im Odeon-Theater aufgeführt wurden.
Gustave Téry war mit der Journalistin und Schriftstellerin Andrée Viollis (1870–1950) verheiratet. Die Journalistin und Schriftstellerin Simone Téry (1897–1967) war seine Tochter.
In seiner Heimatstadt ist eine Schule nach ihm benannt.

## Werke (Auswahl)
- Les cordicoles. E. Cornély: Paris 1902, online
- Polémiques et dossiers: Monsieur Gustave Téry. In: Cahiers de la Quinzaine. Nr. 7, Band 3, Paris 1902, online
- Pour la Pairie.
- Jean Jaurès. F. Juven, Paris 1907, online
- Les Divorcés Peints par eux-mêmes.
- Le Bottin de la Diffamation. Paris 1918
- Allemands chez nous. In: L'Œuvre: Paris 1918, online
- L'école des garçonnes. In: L'Œuvre: Paris 1923, online